# Paulo Gomes
Paulo de Mello Gomes (Ribeirao Preto, São Paulo; 14 de abril de 1948), conocido también como Paulo Gomes o Paulão, es un expiloto brasileño de automovilismo. Compitió a nivel nacional en la Divisão 3 del Campeonato Brasileiro de Turismos, donde se desempeñó a bordo de un Ford Maverick y en el Stock Car Brasil, con diferentes modelos de la marca Chevrolet. Entre medio de estas dos categorías, tuvo participaciones a nivel internacional en la Fórmula 3 Italiana y Británica.
Tuvo el honor de ser el primer campeón de la categoría Stock Car Brasil, al proclamarse como su titular en el año 1979 al comando de un Chevrolet Opala. Este honor, lo repetiría en los años 1983, 1984 y 1995, siendo el tercer máximo ganador de Stock Car, por detrás de Ingo Hoffmann, dominador absoluto con 12 y de Cacá Bueno con cinco. Se retiró de la actividad en el año 2007, corriendo las últimas seis carreras de esa temporada. Actualmente, sus hijos Pedro y Marcos, se desempeñan en la Stock Car V8.

## Biografía
Paulo Gomes había iniciado su trayectoria deportiva en el año 1974, compitiendo en la Divisão 3 del Campeonato Brasileiro de Turismos. Durante su incursión, compitió a bordo de un Ford Maverick, recibiendo como todos los representantes de dicha marca, asesoramiento oficial de la sucursal brasileña de la casa del óvalo. Tras esta incursión, en el año 1976 emprendió rumbo hacia Europa, donde sucesivamente compitió en categorías de Fórmula 3 en Italia y Gran Bretaña. En ambas, fue contratado por el Team Modus, poniendo a su disposición un chasis equipado con impulsores Toyota.
Tras su paso por el exterior, en 1979 retornó a su país donde en ese mismo año tuvo lugar la inauguración de la Stock Car Brasil. En esta categoría, Paulo Gomes reinció sus actividades en el automovilismo brasileño a bordo de un Chevrolet Opala, recordado por su publicidad de Coca Cola. Con este automóvil, "Paulão" tuvo el honor de ser el primer campeón de esta nueva categoría.
El éxito obtenido en el año inaugural fue repetido en tres ocasiones más, al llevarse el bicampeonato de los años 1983 y 1984, y su último cetro obtenido en 1995, cortando la racha victoriosa, nada más ni nada menos que de Ingo Hoffmann el máximo campeón de Stock Car. A todo esto, Gomes también se convirtió en el segundo piloto con mayor cantidad de títulos, privilegio que perdió años más tarde con Cacá Bueno quien en 2012 sumó su quinto título, colocándose por detrás del plusmarca histórico Hoffmann (12 títulos).
En total, Paulo Gomes compitió en el Stock Car durante 26 años, de los cuales 25 fueron consecutivos, compitiendo desde 1979 hasta 2003. Su último año de competición, tuvo lugar en el año 2007, cuando luego de haberse retirado en 2003 regresó para participar en las últimas seis fechas del calendario 2007, poniendo punto final a su carrera y anunciando su retiro definitivo ese mismo año.
Con 40 victorias, 4 títulos en su haber y 26 años de trayectoria, Paulo Gomes es uno de los pilotos que más años estuvo activo en el Brasil y en el Stock Car. Actualmente, sus hijos Pedro y Marcos, son pilotos de la categoría Stock Car V8.

## Trayectoria
- 1979: Primer Campeón de Stock Car Brasil (Chevrolet Opala)
- 1980-1982: Stock Car Brasil (Chevrolet Opala)
- 1983-1984: Bicampeón de Stock Car Brasil (Chevrolet Opala)
- 1985-1993: Stock Car Brasil (Chevrolet Opala)
- 1994: Stock Car Brasil (Chevrolet Omega)
- 1995: Campeón de Stock Car Brasil (Chevrolet Omega)
- 1996-1997: Stock Car Brasil (Chevrolet Omega)
- 1998-2003: Stock Car V8 (Chevrolet Vectra)
- 2007: Stock Car V8

- [2]

## Palmarés
| Título  | Categoría        | Automóvil       | Año  |
| ------- | ---------------- | --------------- | ---- |
| Campeón | Stock Car Brasil | Chevrolet Opala | 1979 |
| Campeón | Stock Car Brasil | Chevrolet Opala | 1983 |
| Campeón | Stock Car Brasil | Chevrolet Opala | 1984 |
| Campeón | Stock Car Brasil | Chevrolet Omega | 1995 |

## Datos significativos
- Con cuatro títulos, es el tercer piloto con mayor número de coronas en la Stock car Brasil. Lo superan Ingo Hoffmann con 12 y Cacá Bueno con 5.
- A lo largo de su carrera deportiva identificó sus automóviles con el número 22.
- Compitió en el Stock Car Brasil, durante 26 años. Sin embargo, 25 de estos años fueron consecutivos, desde 1979 hasta 2003, retirándose momentanemente hasta el año 2007 en el que regresa para correr las últimas seis fechas.